# Francis Gladheim Pease

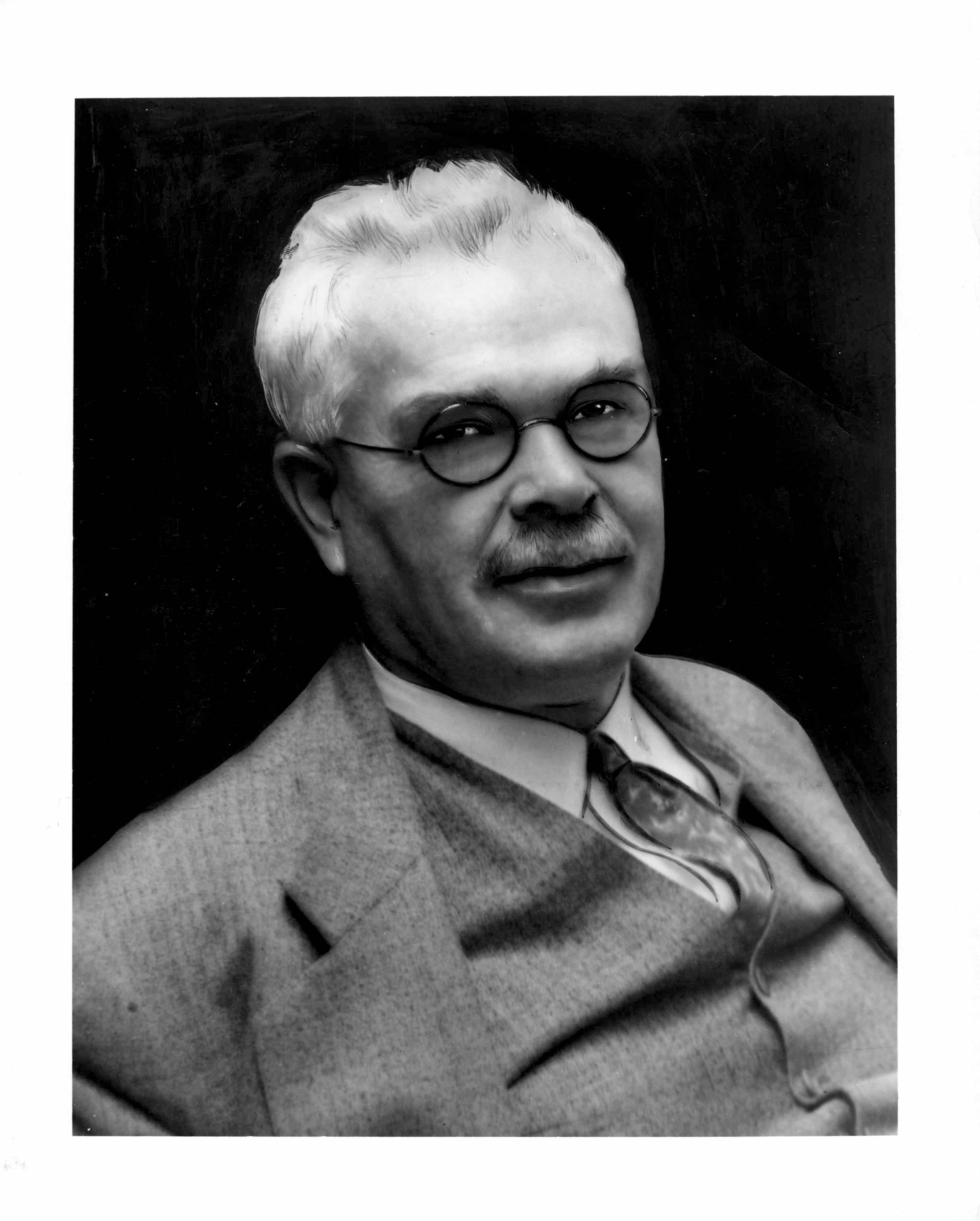
Ritratto di Francis G. Pease, 1930ca.

Francis Gladheim Pease (1881 – 7 febbraio 1938) è stato un astronomo statunitense.

## Carriera
Iniziò la sua professione all'Osservatorio di Yerkes, nel Wisconsin, dove svolse l'attività di osservatore e ottico; lì fu assistente di George W. Ritchey, che costruì molti dei più grandi telescopi riflettori americani. Nel 1908 diventò un costruttore di strumenti all'Osservatorio di Monte Wilson, progettando il telescopio da 2,5 metri di quest'osservatorio, più l'interferometro da 15 metri usato per misurare il diametro delle stelle.
Fu a lungo assistente di Albert A. Michelson; nel 1920, i due furono in grado di utilizzare l'Interferometro di Michelson con il telescopio da 2,5 metri del Monte Wilson per misurare il diametro angolare della stella Betelgeuse, che stimarono essere pari a 0,047", vicino al valore predetto da Eddington.
Fu in seguito coinvolto nella progettazione del Telescopio Hale, di 5,1 metri, dell'Osservatorio di Monte Palomar; nel 1928 fece la prima scoperta di una nebulosa planetaria all'interno di un ammasso globulare, M15.
Il cratere Pease sulla Luna è così chiamato in sua memoria.